# Hrabia Monte Christo
Hrabia Monte Christo (fr. Le Comte de Monte-Cristo) – powieść Aleksandra Dumasa z 1844 roku, uważana za najwybitniejsze dzieło w jego ogromnym dorobku. Akcja toczy się pomiędzy 24 lutego 1815 a 5 października 1838, z przerwą na okres wrzesień 1829 – wiosna 1838. Miejscem akcji są zamek d’If, Marsylia, Paryż, Rzym, wyspa Monte Christo oraz inne miejscowości we Francji i Włoszech.
Dumas napisał utwór we współpracy z historykiem Auguste’em Maquetem jako powieść w odcinkach, publikowaną w dwóch seriach w dzienniku Journal des débats.

## Okoliczności powstania utworu

### Inspiracje
Według wspomnień autora w 1842 roku udał się on wraz z Napoleonem Józefem Bonaparte na Elbę i Pianosę w celu zwiedzenia miejsc związanych z Napoleonem I i polowania. Ze statku dostrzegli wyspę Monte Christo. Usłyszawszy jej nazwę, Dumas obiecał, że zawrze ją w tytule przyszłej powieści. Anegdotę tę J. Bornecque uważał za mało wiarygodną.
W 1843 Dumas podpisał kontrakt na napisanie wielotomowego utworu pt. Wrażenia z podróży po Paryżu. Zamierzał pierwotnie zawrzeć w tym tomie gawędy historyczne i archeologiczne, jednak wydawcy zażądali od niego, by dzieło było powieścią przygodową rozgrywającą się w Paryżu, na wzór wydanych niedawno Tajemnic Paryża Eugène’a Sue. W poszukiwaniu inspiracji dla intrygi przyszłej powieści Dumas zapoznał się z treścią Wspomnień wydobytych z archiwów paryskiej policji J. Peucheta. Koncepcję fabuły dzieła opracował po przeczytaniu rozdziału zatytułowanego Diament zemsty.
Bohater tekstu Peucheta, François Picaud, został w 1807 roku, na krótko przed swoim ślubem z zamożniejszą od siebie Marguerite Vigoroux, uznany za szpiega angielskiego i uwięziony. Przyczyną tego był anonimowy donos, napisany przez trzech jego znajomych, którym opowiedział o swoich życiowych planach. Picaud spędził siedem lat w twierdzy w Fenestrelle, gdzie opiekował się współwięźniem, ciężko chorym włoskim prałatem. Przed śmiercią duchowny wskazał mu w Mediolanie miejsce ukrycia należącego doń skarbu. W 1814 roku Picaud odnalazł skarb, po czym wrócił do Paryża, posługując się nazwiskiem Joseph Lucher. Dowiedział się o przyczynach swojego uwięzienia i o tym, że dawna narzeczona wyszła za mąż za głównego autora donosu, szynkarza Loupiana. Udając służącego, zdołał doprowadzić do ruiny rodzinę Loupianów i zamordować dwóch współautorów donosu, Chambarda i Solariego. Jako trzeciego zabił samego Loupiana, jednak był cały czas obserwowany przez ostatniego donosiciela – Alluta; on też tego samego wieczoru pozbawił go życia. Allut zbiegł następnie do Anglii i na krótko przed śmiercią opowiedział całą historię katolickiemu duchownemu, upoważniając go równocześnie do przekazania jej policji francuskiej.
Innym źródłem inspiracji Dumasa miała być wydana w Amsterdamie w 1787 roku Historia trzydziestodziewięcioletniego pobytu w więzieniach stanu autorstwa Masersa Latude’a. Jej autor został osadzony w Bastylii w 1748 roku w wyniku intrygi dworskiej, którą Madame de Pompadour odczytała jako skierowaną przeciw sobie. Latude opisał tam barwnie swoje wielokrotne ucieczki z więzienia.
Jako kolejny tekst, który mógł wywrzeć wpływ na powieść, Bornecque wskazywał utwór mało znanego pisarza Auguste’a Arnoulda pt. La Roue de fortune, którego głównym tematem także była zdrada i zemsta. Bohater tegoż utworu również został niesłusznie oskarżony o przestępstwo polityczne, zaś jego narzeczona poślubiła człowieka, za sprawą którego trafił do więzienia.
Postać drugiej żony prokuratora de Villeforta, trucicielki, Dumas oparł na autentycznej historii mordercy, Edme’a-Samuela Castainga.

### Proces powstawania utworu
Początkowo, idąc za sugestią wydawcy, Dumas miał zamiar rozpocząć powieść w momencie spotkania hrabiego Monte Christo (występującego pod pseudonimem Sindbada Żeglarza) z Franzem d’Epinay (rozdział Włochy. Sindbad Żeglarz). Wcześniejsze losy bohatera miały być przedstawione w retrospekcjach, monologach jego samego. Plan utworu uległ zmianie po spotkaniu pisarza z Auguste’em Maquetem, historykiem, który pomagał mu rok wcześniej przy pisaniu Trzech muszkieterów. Ten doradził mu, by zrezygnował z retrospekcji, a przedstawił całą historię w porządku chronologicznym, począwszy od młodości głównego bohatera w Marsylii. Zasugerował także podział tekstu na trzy wyraźne części, rozgrywające się w Marsylii, Rzymie i Paryżu.
Przyjąwszy sugestie Maqueta, Dumas polecił mu opracowanie planu wydarzeń trzeciej części powieści, w której tytułowy bohater miał mścić się na swoich wrogach. Sam przystąpił do pracy na dwiema pierwszymi. Przetworzył motywy znane z historii Peucheta, przenosząc akcję dzieła o dekadę – bohater powieści trafia do więzienia w 1815 r. i opuszcza je w 1829 (na rok przed amnestią więźniów zamku d’If po rewolucji lipcowej), zaś przyczyną jego zatrzymania jest posądzenie o bonapartyzm, nie zaś o szpiegostwo na rzecz obcego państwa. W ten sposób Dumas zamierzał zasygnalizować swoją fascynację Napoleonem I. Jako ostatnia powstała najważniejsza część dzieła, poświęcona zemście. Pisarz i jego współpracownik przedyskutowali opracowany plan wydarzeń, wprowadzili do niego zmiany, następnie zaś Dumas napisał sam tekst powieści.

### Publikacja
Hrabia Monte Christo został pierwotnie opublikowany w odcinkach w piśmie Journal des Débats na przełomie lat 1844–1845. Rok później wydawnictwo „Siècle” wydało powieść w formie książkowej. 
Pierwsze polskie wydanie dzieła powstało już w latach 1845-1846.

## Treść

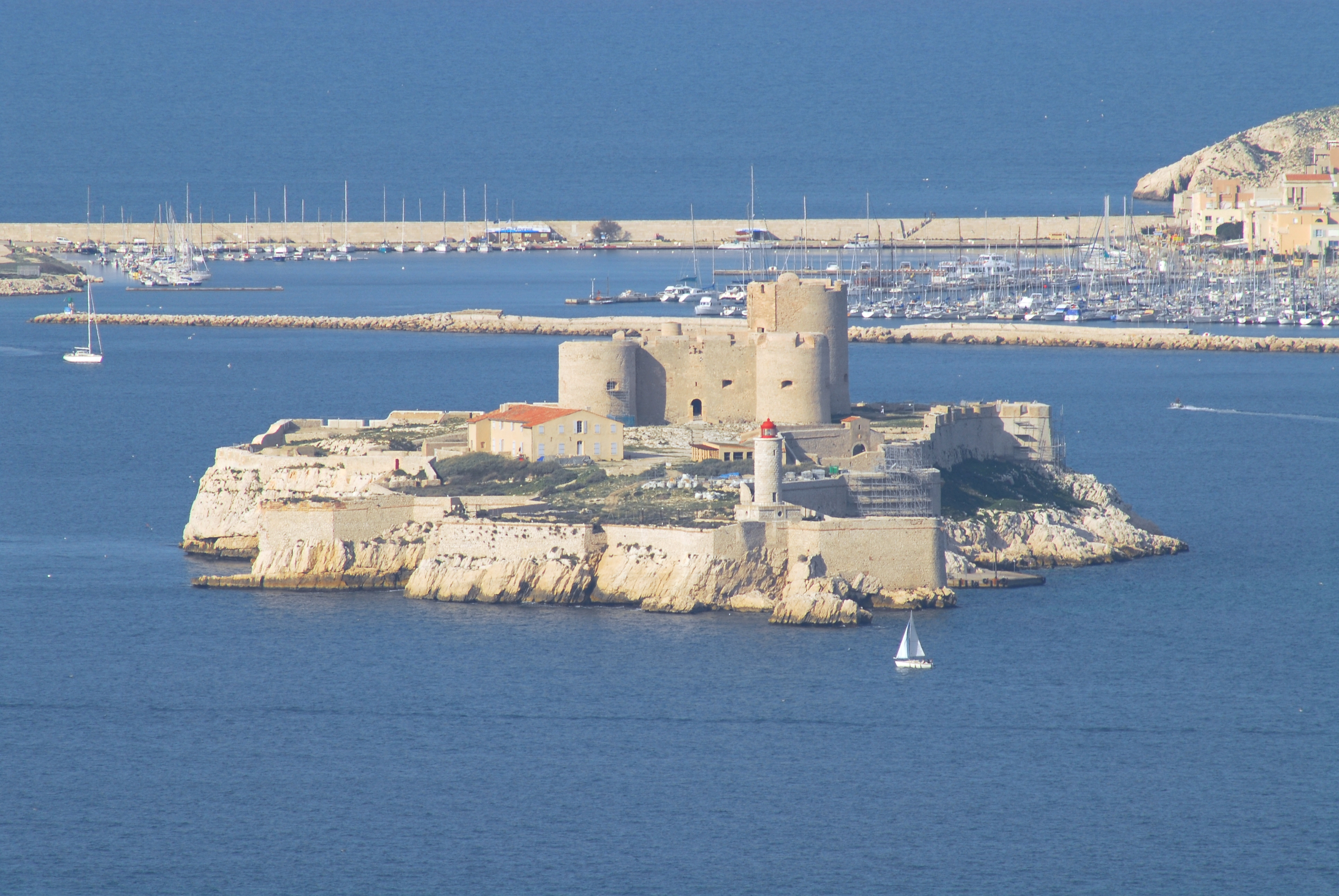
Zamek d’If

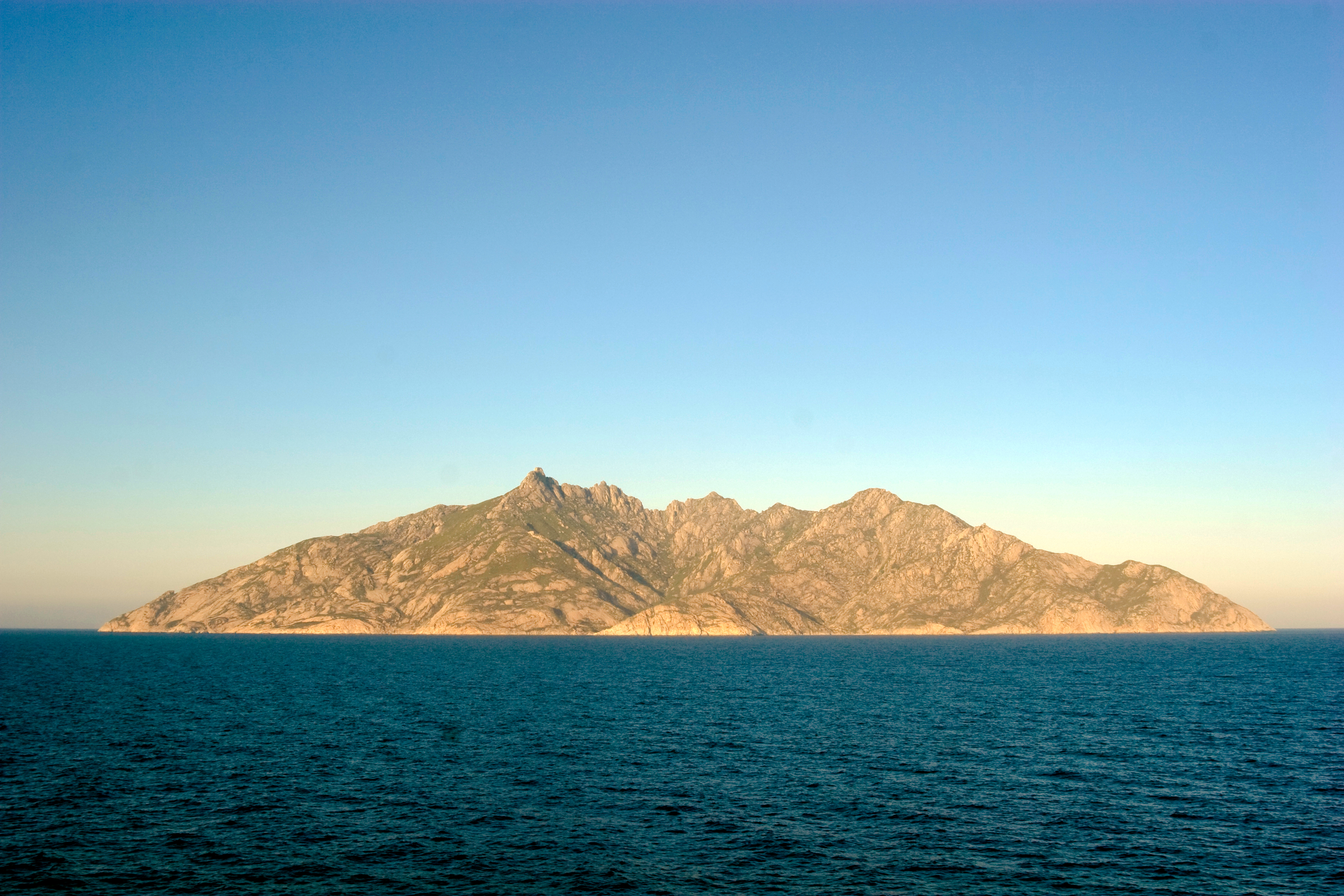
Widok wyspy Montecristo

Akcja utworu rozpoczyna się w końcu lutego 1815 roku w Marsylii. Dziewiętnastoletni Edmund Dantès, młody marynarz, idealista niedostrzegający wokół siebie zła, ma zostać kapitanem okrętu handlowego „Faraon” i ożenić się z ukochaną Katalonką Mercedes. Tymczasem zakochany w dziewczynie Fernand Mondego i buchalter okrętowy Danglars, zazdroszczący mu awansu w pracy, piszą donos, w którym oskarżają go o bonapartyzm. Wykorzystują fakt, że w czasie ostatniego rejsu umierający kapitan statku poprosił Edmunda o doręczenie listów do Napoleona I przebywającego na Elbie oraz o odbiór innego pisma i dostarczenie go do adresata. Edmund, który nie wie, że tak zaczyna się spisek mający na celu powrót cesarza, polecenie wypełnia. W rezultacie donosu młodzieniec zostaje aresztowany w czasie własnego przyjęcia zaręczynowego. Podczas przesłuchania przed zastępcą prokuratora królewskiego de Villefortem ten ostatni z przerażeniem stwierdza, że adresatem listu wiezionego przez Dantèsa i uczestnikiem spisku bonapartystów jest jego ojciec, Noirtier de Villefort. Aby fakt ten nigdy nie wyszedł na jaw, sądownik nakazuje uwięzienie marynarza w zamku d’If bezterminowo i bez wyroku sądowego.
W więzieniu bohater spędza czternaście lat. Spotyka tam innego więźnia politycznego, włoskiego księdza i uczonego – Farię. Ten przekazuje mu swoją rozległą wiedzę z zakresu nauk ścisłych i humanistycznych, uczy języków obcych. Opowiada także o skarbie rodu Spadów ukrytym na wysepce Monte Christo. Po śmierci Farii wskutek ataku apopleksji, Dantèsowi udaje się ukryć w jego całunie, a gdy domniemane ciało zmarłego zostaje wyrzucone do morza – odpłynąć i uciec. Dociera na statek przemytników, zaciąga się w ich szeregi, a następnie trafia na Monte Christo i odnajduje skarb – większy, niż oczekiwał. Dzięki zdobytej fortunie może opuścić grupę przestępców i wrócić do Marsylii. Podaje się za kogoś innego, ale lata więzienia odmieniają go nie do poznania. Dowiaduje się, że jego ojciec zmarł, zaś Mercedes wyjechała z miasta. Odnajduje swojego dawnego sąsiada Caderousse’a, któremu przedstawia się jako ksiądz Busoni. W zamian za wart 50 tys. franków diament mężczyzna opowiada, w jakich okolicznościach Edmund Dantès trafił do więzienia. Jego informacje pokrywają się z tym, co drogą logicznego wnioskowania ustalił wcześniej w rozmowie z Dantèsem ksiądz Faria. Caderousse opowiada również, że półtora roku po zniknięciu Edmunda Mercedes wyszła za mąż za Fernanda, Fernand otrzymał tytuł hrabiowski i wzbogacił się, zaś Danglars został zamożnym bankierem. Bohater utwierdza się w swoim planie zemsty na donosicielach. Przed przystąpieniem do jego realizacji ratuje przed bankructwem swojego dawnego pracodawcę, marsylskiego armatora Morrela.
Mija dziewięć lat. Syn Fernanda i Mercedes, Albert de Morcerf i jego przyjaciel Franz d’Epinay spędzają karnawał w Rzymie. Ich sąsiadem w hotelu jest bajecznie bogaty hrabia Monte Christo – pod takim nazwiskiem ukrywa się Edmund Dantès. W czasie jednej z zabaw maskowych Albert poznaje uroczą dziewczynę i udaje się z nią na schadzkę. Okazuje się, że była to pułapka – młodzieniec został porwany przez bandę Luigiego Vampy. Dzięki hrabiemu Monte Christo zostaje jednak uwolniony. Wdzięczny młodzieniec obiecuje, że w zamian wprowadzi arystokratę w środowisko paryskich wyższych sfer. Tak też się dzieje, a ekscentryczny milioner staje się szybko najpopularniejszą postacią w stolicy Francji. Nawiązuje osobistą znajomość z Fernandem de Morcerfem, bankierem Danglarsem i de Villefortem, który awansował na głównego prokuratora królewskiego. Stopniowo realizuje swój plan zemsty. Za sprawą faktów ujawnionych przez odnalezioną przez niego Hayde, córkę Alego Tebelina Paszy, wychodzi na jaw, że Fernand Mondego był nie bohaterem wojny o niepodległość Grecji, ale zdrajcą, który wydał Turkom i osobiście zamordował Alego Paszę. Manewry finansowe hrabiego doprowadzają bank Danglarsa do bankructwa, zaś jego córka omal nie poślubia byłego galernika, którego Monte Christo wprowadził na salony pod fałszywym nazwiskiem włoskiego wicehrabiego Andrei Cavalcantiego. Równocześnie żona de Villeforta, pragnąc zapewnić dziedziczenie majątku męża przez swojego syna, zabija jego teściów i usiłuje otruć córkę z pierwszego małżeństwa, Walentynę. Również te czyny zainspirował Monte Christo, opowiadając kobiecie o działaniu trucizn roślinnych.
Dowiedziawszy się, że Maksymilian Morrel, syn jego dawnego pracodawcy i dobroczyńcy, zakochał się w Walentynie de Villefort, hrabia ratuje dziewczynę przed macochą–trucicielką, podając jej płyn, po którym dziewczyna zapada w letarg. De Villefort, przekonany, że jego córka zmarła, żąda od żony, by popełniła samobójstwo, w przeciwnym razie zapowiada, że oskarży ją o morderstwo w sądzie. Kobieta podaje truciznę sobie i synowi. Tego samego dnia, w czasie rozprawy sądowej, pojmany „Andrea Cavalcanti” ujawnia, że jego ojcem był sam de Villefort. Po powrocie do domu de Villefort odkrywa, że jego żona i syn nie żyją i popada w obłęd. Doprowadzony do bankructwa baron Danglars ucieka przed swoimi wierzycielami do Rzymu, gdzie wpada w ręce Luigiego Vampy. 
Pogrążony w wahaniach co do słuszności swoich czynów, Monte Christo udaje się do zamku d’If, gdzie po rewolucji lipcowej więzienie zostało zamienione w muzeum. Oglądając dawną celę utwierdza się w przekonaniu, że miał prawo do odwetu. Następnie doprowadza do spotkania obudzonej z letargu Walentyny i Maksymiliana, sam zaś odjeżdża na wschód razem z zakochaną w nim Hayde.

## Główni bohaterowie
- Edmund Dantes (hrabia de Monte Christo, ksiądz Busoni, lord Wilmore, Sindbad Żeglarz) – marynarz nieświadomie uwikłany w spisek polityczny, który został przez jego wrogów wykorzystany dla osiągnięcia prywatnych korzyści. Po 14 latach w więzieniu ucieka, a wróciwszy do Paryża jako właściciel niewyobrażalnych wręcz bogactw dokonuje wyrafinowanej zemsty na ludziach winnych jego nieszczęść. Jest postacią niejednoznaczną. Z jednej strony to szlachetny człowiek, bardzo pokrzywdzony przez los, który chce jedynie sprawiedliwości za to, co mu uczyniono. Z drugiej zaś to osoba bezlitosna i bezwzględna; nie waha się nawet poświęcić życia dzieci swoich wrogów, byleby tylko osiągnąć swój cel. To bohater dynamiczny, czyli zmienia się w trakcie trwania akcji powieści. W I tomie jest szlachetnym i dobrym, a także nieco naiwnym marynarzem, który ma wszystko, o czym może wielu marzyć (kochających ojca i narzeczoną, wspaniałego pracodawcę oraz wymarzoną pracę) i który pada ofiarą intryg ludzi zazdroszczących mu tego. W więzieniu staje się zgorzkniały, traci wiarę w świat i ludzi. Znalezienie skarbu oraz podróże po świecie, jak i poznanie kultury krajów Wschodu uczyniły go obywatelem świata, człowiekiem wykształconym, wszechstronnym oraz pogardliwie nastawionym do innych. W II i III tomie już praktycznie w niczym nie przypomina Edmunda Dantesa, którego czytelnik dotychczas znał. Jest wówczas zimny, wyrachowany oraz bezwzględny, choć nie pozbawiony przy tym wyższych uczuć (troskliwie opiekuje się rodziną Morrelów). Popisuje się swoim bogactwem, przyjmuje pochlebstwa innych, choć zarazem pogardza tymi, którzy mu je ofiarowują. Uważa się za nadczłowieka, niemalże anioła sprawiedliwości, istotę doskonałą, wysłannika Boga, wypełniającego Jego wolę. Dopiero rozmowa z Mercedes (dawną ukochaną) sprawia, że zmienia nastawienie do życia i staje się wobec ludzi bardziej wyrozumiały oraz szlachetny, choć nie rezygnuje przy tym z zemsty na swoich wrogach, jednak oszczędza dzieci swych adwersarzy, a nawet ratuje Walentynę de Villefort przed śmiercią i pomaga jej połączyć się z ukochanym. Na końcu powieści, gdy jego zemsta dobiega końca, nadal nie znajduje spokoju ani ukojenia. Zyskuje je jedynie dzięki miłości wiernej Hayde, swej wychowanki. Uradowany i szczęśliwy, że ma jeszcze szansę normalnie żyć odpływa z nią na Wschód.
- Mercedes Herrera, następnie hrabina de Morcerf – Katalonka, córka rybaka, narzeczona Edmunda Dantesa. Półtora roku po jego uwięzieniu, nie wiedząc nic o losach ukochanego, wyszła za mąż za zakochanego w niej kuzyna, Fernanda Mondego (późniejszego hrabiego de Morcerf), nie zdając sobie sprawy z tego, że przyczynił się on do zniknięcia Edmunda. Z Fernandem miała jedynego syna Alberta. Po przybyciu hrabiego Monte Christo do Paryża natychmiast rozpoznała w nim zaginionego wcześniej ukochanego, lecz nikomu o tym nie powiedziała, choć mogła uprzedzić męża i być może ocalić go przed upadkiem. Gdy jej syn zorientował się, w jaki sposób na jaw wyszła kompromitująca przeszłość Fernanda i wyzwał Monte Christa na pojedynek, Mercedes spotkała się z Dantèsem, by prosić o niezabijanie Alberta. Wtedy też dowiedziała się, jaką rolę odegrał jej mąż w zniknięciu Edmunda. Zdecydowała się wówczas na porzucenie Fernanda. Dzięki pomocy finansowej Dantèsa mogła zamieszkać w Marsylii. Chociaż nadal kochała dawnego narzeczonego, nie czuła się godna, by po samobójstwie męża związać się z nim i pozostała samotna. Jest również postacią niejednoznaczną. Z jednej strony to osoba dobra, szlachetna oraz kochająca; jedyna, która po dwudziestu trzech latach rozpoznała w hrabim Monte Christo Edmunda Dantesa. Z drugiej zaś jest kobietą w dużej mierze słabą, a nawet nieco fałszywą (wyszła za mąż za Fernanda, którego nie kochała tylko po to, aby nie żyć w samotności). W większości ekranizacji filmowych wbrew temu, co napisał Dumas, Mercedes i Edmund ponownie się ze sobą schodzą (wersje z 1961, z 1998 i z 2002 r) lub też sam Edmund bezskutecznie próbuje tego dokonać (wersje z 1954 i z 1975 r).
- Fernand Mondego, hrabia de Morcerf – jeden z wrogów hrabiego Monte Christo, nieszczęśliwie zakochany w Mercedes rybak kataloński, który wysłał fałszywy donos na Edmunda, aby ją zdobyć. Również dla niej robił karierę wojskową i zdobył tytuł hrabiowski, jednakże uczynił to w sposób nieuczciwy i bezwzględny. Kiedy hrabia Monte Christo ujawnił skandale z jego przeszłości (dezercja wojskowa, zdrada i zabójstwo Alego Paszy w czasie wojny w Grecji), a małżonka i syn opuścili go, popełnił samobójstwo strzelając sobie w głowę z pistoletu. Podobnie jak sam Dantes Fernand to również postać niejednoznaczna. To wielokrotny zdrajca i łotr, który doszedł do majątku w sposób godny potępienia, ale też dobry mąż i ojciec, szczerze kochający swoją żonę i syna. W większości ekranizacji Fernand stacza pojedynek z Edmundem Dantesem pod koniec filmu, w wyniku którego albo ginie (wersje z 1934 i z 2002 r), albo zostaje tylko pokonany i popełnia samobójstwo (wersje z 1954 i z 1961 r) lub zostaje aresztowany (wersja z 1975 r)
- Albert de Morcerf – jedyne dziecko Mercedes i Fernanda. Jego spotkanie z hrabią Monte Christo w Rzymie umożliwiło Edmundowi dostanie się na salony paryskie. Po ujawnieniu zdrady wojskowej swojego ojca pragnął bronić jego honoru w pojedynku z hrabią, odstąpił jednak od tego zamiaru, gdy matka ujawniła mu prawdę. Porzucił wówczas nazwisko i tytuł szlachecki, i przyjmując dawne nazwisko matki – Herrera – zaciągnął się do spahisów i wyjechał do Algierii. Człowiek szlachetny i dobry, ale też narwany, a chwilami nawet lekkomyślny. Często najpierw działał, a potem dopiero myślał. Przyjaźnił się z Franzem d’Epinay, Lucjanem Debray, Alfonsem de Beauchamp oraz Raulem de Chateua-Renaud. Miał doskonałe relacje z matką, która miała na niego ogromny wpływ.
- Danglars – kolejny wróg hrabiego Monte Christo, nieznany z imienia buchalter i marynarz na statku „Faraon”, marzący o funkcji kapitana tegoż okrętu, co sprowokowało go do napisania fałszywego donosu na Edmunda Dantesa, w którym oskarżył swego rywala o bycie agentem bonapartystów. Robił następnie karierę finansową, otrzymał tytuł barona. Żonaty z Herminią de Nargonne, miał z nią córkę Eugenię, był jednak fatalnym mężem i ojcem. Tolerował romanse swojej żony, nie znosząc jedynie sytuacji, gdy przegrywała na giełdzie pieniądze. Doprowadzony do ruiny przez hrabiego Monte Christo, uciekł samotnie do Włoch, zabierając ostatnie 50 tys. franków i 5 mln skradzione z banku. W Rzymie wpadł w pułapkę zastawioną przez współpracujących z hrabią ludzi Luigiego Vampy. Monte Christo planował zamorzyć go głodem, nakazując mu płacić bardzo wysokie sumy za każdy posiłek. Chciał, by Danglars zmarł taką samą śmiercią, jak jego ojciec, ostatecznie jednak zlitował się nad nim i uwolnił go. Jego dalsze losy są nieznane. W przeciwieństwie do pozostałych wrogów jest postacią jednoznacznie złą i podłą, fałszywą oraz odpychającą, kochającą jedynie pieniądze. W niektórych ekranizacjach jego postać nie występuje, a jej rolę przejmuje Kacper Caderousse (wersje z 1954 i z 1961 r)
- Herminia Danglars, primo voto de Nargonne, z domu de Salvieux – druga żona Danglarsa, miała z nim córkę Eugenię. Typowa dama paryska, płytka i raczej niesympatyczna, przyzwyczajona do wygód i lekkiego życia. Przyjaciółka Heloizy de Villefort. Nieszczęśliwa w związku z bankierem, romansowała z sekretarzem w ministerstwie spraw wewnętrznych, Lucjanem Debray. Była niegdyś kochanką Villeforta (nadal utrzymywała z nim dobre stosunki), miała z nim nieślubne dziecko – Benedetta. Tymże romansem przyczyniła się do śmierci swego pierwszego męża, pana de Nargonne (który według słów Danglarsa popełnił samobójstwo odkrywszy romans żony). Herminia jest również postacią budzącą mieszane uczucia. Niespełniona jako matka Benedetta nie umiała pokochać córki cały czas wspominając swoje nieślubne dziecko. Po bankructwie męża (który następnie ją porzucił) oraz ucieczce córki liczyła na wsparcie kochanka, ten jednak z obawy o własną reputację zerwał z nią wszelkie stosunki.
- Eugenia Danglars – jedyna córka Danglarsa i jego drugiej żony, przyrodnia siostra Benedetta. Miała zostać żoną Alberta de Morcerf, jednak jej ojciec postanowił dla pieniędzy wydać ją za rzekomego wicehrabię Andreę Cavalcantiego. Gdy ten okazał się być zbiegłym galernikiem, panna Danglars uciekła z Paryża razem ze swą przyjaciółką i nauczycielką muzyki Ludwiką d’Armilly, by rozpocząć karierę artystyczną. Eugenia to dziewczyna urodziwa i wykształcona, ale też twarda, niedostępna oraz nieszczęśliwa. Nienawidziła mężczyzn, do czego w dużej mierze przyczynił się jej ojciec swoją żałosną postawą i przedmiotowym traktowaniem jedynego dziecka. Niewykluczone, że była homoseksualistką, na co wskazują jej dwuznaczne relacje z Ludwiką d'Armilly.
- Gerard de Villefort – następny wróg hrabiego Monte Christo, prokurator królewski kolejno w Marsylii, Nîmes, Tuluzie i Paryżu, syn bonapartysty Noirtiera, adresata listów Bonapartego; skazał Edmunda na dożywotnie uwięzienie w zamku d’If żeby tylko ukryć to powiązanie (co mogłoby zaszkodzić mu w karierze). Żonaty dwukrotnie: z Renatą de Saint-Meran, która urodziła mu córkę Walentynę, i z nieznaną z nazwiska Heloizą, matką jego syna Edwarda. Romansował z Herminią de Nargonne, późniejszą żoną Danglarsa. Miał z nią nieślubne dziecko, które dla uniknięcia skandalu zakopał żywcem w ogrodzie (dziecko uratował Korsykanin Bertuccio). W ramach zemsty hrabia Monte Christo ujawnił historię tego romansu i fakt, że uratowany syn Villeforta został przestępcą. Równocześnie zainspirowana przez niego druga żona Villeforta zamordowała jego teścia i teściową (państwa de Saint-Meran, rodziców jego pierwszej żony), usiłowała zabić córkę, a zdemaskowana – podała truciznę także ich wspólnemu synowi Edwardowi i popełniła samobójstwo. Villefort po tych wszystkich wydarzeniach popadł w obłęd. Postać prokuratora budzi chwilami mieszane uczucia. Przede wszystkim to człowiek żałosny, typowy karierowicz, który dla ratowania swojej kariery nie zawaha się zabić lub pozbyć niewygodnych mu osób (Edmund, Benedetto). Utrzymał się na swoim stanowisku pomimo kilku zmian politycznych we Francji (sto dni Napoleona, potem powrót rojalistów), co dowodzi, jak sprytnym był człowiekiem. Szczerze jednak kochał swoje dzieci, choć nie umiał im tego okazać. Zrozumiał, ile rodzina jest dla niego warta dopiero wtedy, gdy ją stracił. Jego szaleństwo wywołało wstrząs w hrabim Monte Christo, który postanowił zmienić swój dotychczasowy sposób patrzenia na świat.
- Heloiza de Villefort – druga żona Villeforta (dużo młodsza od męża), matka jego młodszego dziecka – Edwarda, usiłowała zapewnić mu pełną schedę po rodzicach zabijając państwa de Saint-Meran, dziadków Walentyny (córki Gerarda z pierwszego małżeństwa), a potem atakując także ją samą. Zdemaskowana, została przez męża zmuszona do popełnienia samobójstwa. Zanim to uczyniła, podała truciznę również swojemu synowi Edwardowi. Postać odpychająca i pozbawiona jakichkolwiek pozytywnych cech.
- Edward de Villefort – syn Gerarda i Heloizy, mały chłopiec, rozpuszczony do granic możliwości przez matkę. Kandydat na majątek rodziny de Villefortów i de Saint-Meranów, który chciała zapewnić mu Heloiza. Zmarł otruty przez matkę, która chwilę później popełniła samobójstwo.
- Walentyna de Villefort – córka Villeforta z pierwszego małżeństwa, cudownie ocalona z rodzinnej katastrofy przez hrabiego Monte Christo (wprowadził ją w stan pozornej śmierci po tym, jak macocha podała jej zatrute lekarstwo). Piękna młoda dziewczyna, ukochana Maksymiliana Morrela. Szczególna więź emocjonalna łączyła ją z dziadkiem, sparaliżowanym Noirtierem, z którym porozumiewała się za pomocą wymyślonego przez siebie specjalnego języka. Na końcu powieści Monte Christo przekazuje jej resztę swojego skarbu i swoje dwa domy w Paryżu.
- Noirtier de Villefort – ojciec Gerarda de Villeforta, dziadek Walentyny i Edwarda. W młodości był żyrondystą, później zaś stał się bonapartystą i zagorzałym zwolennikiem Napoleona, którego reprezentował na dworze królowej Etrurii. To do niego zaadresowany był list od Napoleona, który z woli swego zmarłego kapitana miał mu dostarczyć Edmund Dantes. Gdy Gerard, który schwytał i przesłuchiwał Dantesa, odkrył ten fakt, szybko stwierdził, że odkrycie tego faktu może przeszkodzić mu w karierze. Dlatego też zniszczył list, a Edmunda skazał na dożywocie. Noirtier z wdzięczności za to pomógł synowi utrzymać się na stanowisku podczas tzw. stu dni Napoleona. Potem wskutek pęknięcia żyłki w mózgu został całkowicie sparaliżowany i oddany pod opiekę syna, który dbał o niego tylko z obowiązku. Noirtier jedyne oparcie miał we wnuczce Walentynie, którą ocalił przed niechcianym ślubem z Franzem d’Epinay - ujawnił, że to on zabił w pojedynku ojca Franza. Gdy Heloiza rozpoczęła swoją trucicielską działalność starał się chronić wnuczkę za wszelką cenę uodparniając ją na truciznę. Po szaleństwie syna zamieszkał z Walentyną, która wyszła za Maksymiliana Morrela.
- Piotr Morrel – pracodawca Dantesa, właściciel firmy „Morrel i syn”, ojciec Maksymiliana i Julii, w młodości bonapartysta. Człowiek szlachetny i dobry, swoich pracowników traktował jak własne dzieci. Po aresztowaniu Dantesa usiłował wstawiać się za nim u Villeforta. Potem jego firma zaczęła upadać, jednak Dantes (jako lord Wilmore) uratował go przed bankructwem i samobójstwem spłacając jego długi oraz umożliwiając ponowne rozwinięcie interesu.
- Maksymilian Morrel – syn pracodawcy Edmunda z lat młodzieńczych, kapitan spahisów, starszy brat Julii, szwagier oraz przyjaciel Emanuela Herbauta. Swego czasu uratował w Afryce życie baronowi Raulowi de Chateua-Renaud, dzięki czemu zdołał poznać hrabiego Monte Christo (Raul przedstawił swego wybawcę przyjaciołom podczas spotkania u Alberta de Morcerfa, na którym zjawił się główny bohater). Młody Morrel mieszkał w Paryżu razem z siostrą i jej mężem, z którymi prowadził również odziedziczoną po ojcu firmę „Morrel i syn”. Był potajemną miłością córki Villeforta, Walentyny, z którą został szczęśliwie połączony dzięki pomocy hrabiego Monte Christo. Młody i szlachetny człowiek, szczerze zaprzyjaźnił się z hrabią Monte Christo, sekundował mu podczas pojedynku z Albertem de Morcerfem.
- Julia Morrel-Herbaut – córka Piotra Morrela, młodsza siostra Maksymiliana, ukochana i późniejsza żona Emanuela Herbauta. Szczerze oddana swojej rodzinie. Mimo obaw udała się na spotkanie z tajemniczym Sindbadem Żeglarzem (hrabią Monte Christo), od którego otrzymała diament i spłacone weksle swego ojca, dzięki czemu pan Morrel mógł znowu wyjść na prostą. Potem poślubiła Emanuela i razem z nim i bratem zamieszkała w Paryżu. Odkupiła też diament podarowany jej przez Sindbada Żeglarza, żeby potem móc go zwrócić jego właścicielowi. Ucieszyła się, gdy odkryła, że jest nim hrabia Monte Christo.
- Emanuel Herbaut – pracownik Piotra Morrela, ukochany i późniejszy mąż Julii, przyjaciel oraz szwagier Maksymiliana. Człowiek niezwykle szlachetny oraz oddany bliskim. Sekundował z Maksymilianem hrabiemu Monte Christo podczas jego pojedynku z Albertem de Morcerfem.
- Kacper Caderousse – kompan Danglarsa i sąsiad Edmunda, świadek pisania na niego donosu, czemu nie przeciwstawił się – był pijany. Po aresztowaniu Edmunda nie wystąpił w jego obronie przez własne tchórzostwo. Po czternastu latach to on – przekupiony drogocennym diamentem – wyjawił rzekomemu księdzu Busoniemu, kto ponosił winę za nieszczęścia młodzieńca. Mógł rozpocząć wówczas uczciwe życie, ale nie zrobił tego z powodu chciwości, gdyż zamordował następnie jubilera, który przybył do jego domu w celu zakupu diamentu. Skazany na galery uciekł nich dzięki pomocy lorda Wilmore (hrabiego Monte Christo). Został zamordowany w Paryżu przez szantażowanego przez siebie Benedetta (Andreę de Cavalcanti) wkrótce po nieudanej próbie obrabowania domu hrabiego.
- Benedetto (Andrea Cavalcanti) – nieślubny syn Gerarda de Villeforta, owoc jego z romansu z Herminią de Nargonne, tuż po narodzeniu zakopany żywcem przez ojca w ogrodzie domu w Auteuil. Uratowany przez Korsykanina Bertuccia, wychował się w jego domu, po czym przystał do szajki przestępczej, za co trafił na galery. Odnaleziony przez hrabiego Monte Christo uciekł z nich i stał się jednym z jego narzędzi zemsty na prokuratorze, gdy sądzony jako morderca Caderousse'a ujawnił swoje pochodzenie, oraz na Danglarsie, z którego córką Eugenią miał się żenić. Podawał się za wicehrabiego Andree Cavalcanti, syna majora Bartolomeo Cavalcantiego. Przyrodni brat Eugenii Danglars, Walentyny de Villefort oraz Edwarda de Villefort.
- Hayde – córka Alego Paszy i jego ukochanej żony Wasiliki, wychowywana przez hrabiego Monte Christo. Pomimo tureckiego pochodzenia była chrześcijanką. Jej zeznania zdecydowały o upadku Fernanda Mondego. Dziewczyna dobra i oddana swoim bliskim, ale też mściwa i bezlitosna wobec wrogów. Przez hrabiego traktowana była jak księżniczka (otaczała się turecką służbą, miała własne komnaty, chodziła z hrabią do opery). Zakochana w swoim opiekunie, w finale utworu wyjechała razem z nim na wschód. W większości ekranizacji jej postać jest mocno zredukowana na rzecz Mercedes, jedynie w niewielu ekranizacjach zostało ukazane, że hrabia się z nią związał (wersje z 1934 i z 1954 r.)
- Giovanni Bertuccio – Korsykanin, przemytnik, intendent hrabiego Monte Christo, dawny kompan Caderousse’a. Miał prywatne porachunki z Villefortem – zaprzysiągł mu zemstę za to, że ten odmówił prawnego ścigania morderców jego brata, ofiary białego terroru. Śledząc prokuratora, dowiedział się o jego romansie z Herminią de Nargonne, a następnie uratował zakopane w ogrodzie willi w Auteuil nieślubne dziecko prokuratora. Całą historię opowiedział następnie hrabiemu Monte Christo, po czym dostarczył Benedettowi dokumenty potwierdzające jego tożsamość. Był wiernym i oddanym sługą, hrabia zawsze mógł na niego liczyć. W ekranizacji z 1998 r. Bertuccio jest osobistym przyjacielem Dantesa i pomaga mu w zemście na wrogach.
- Ksiądz Faria – Włoch, współwięzień Dantesa z twierdzy If. Był kiedyś sekretarzem hrabiego Spady i odkrył tajemnicę skarbu jego przodka. Został uwięziony przez Napoleona za dążenie do połączenia się księstw włoskich. Faria przekazał Edmundowi całą swoją wiedzę, pomógł odkryć, kto zniszczył mu życie i dlaczego, a także podał miejsce ukrycia skarbu. Gdy zmarł na apopleksję Dantes zawinął się w jego całun pogrzebowy i został przez strażników wyrzucony do morza jako zmarły. We wszystkich ekranizacjach postać księdza Farii zdecydowanie różni się od swego literackiego pierwowzoru.
- Jacopo – Włoch, przemytnik i najwierniejszy przyjaciel Hrabiego. Człowiek uczciwy i szlachetny, gotów na wszystko wobec przyjaciół. Był w załodze przemytników, do których trafił Edmund Dantes po ucieczce z zamku If. Potem, gdy Edmund odszedł z załogi po odnalezieniu skarby wyspy Monte Christo kupił Jacopo własny statek, na którym ten podróżował. Prawdopodobnie wiedział o planach Dantesa i pomagał mu w nich zbierając dla niego informacje, jednak nie wiadomo, czy to prawda, w powieści bowiem nie ma o tym wzmianki, z kolei w niektórych ekranizacjach Jacopo towarzyszy Edmundowi jako wierny przyjaciel i sługa oraz czynnie pomaga mu w zemście (wersje z 1954, z 1961, z 1975 i z 2002 r).
- Franz Quesnel, baron d’Epinay – młody arystokrata, przyjaciel Alberta de Morcerf, z którym podróżował po Włoszech w czasie karnawału. Tam też poznał Dantesa jako Sindbada Żeglarza podczas śmiałej wyprawy na wyspę Monte Christo. Później był świadkiem jego rozmowy z Luigim Vampą, a gdy ów słynny rozbójnik pochwycił Alberta dla okupu, Franz namówił hrabiego, by go uwolnił wykorzystując do tego swoją przyjaźń z Vampą. Po powrocie do Paryża chciał się ożenić z Walentyną de Villefort, jednak zrezygnował z tego, gdy odkrył, że to jej dziadek zabił przed laty w pojedynku jego ojca.
- Alfons de Beauchamp – dziennikarz z paryskiej gazety, drugi przyjaciel Alberta de Morcerf, młody i szlachetny arystokrata. Gdy w jego gazecie opublikowano wiadomości z Janiny na temat tajemniczego francuskiego oficera o imieniu Fernand, Albert był gotów pojedynkować się z Alfonsem, ten jednak poprosił go o czas na znalezienie bardziej konkretnych danych na ten temat. Gdy je zdobył nie wykorzystał ich, choć mogłyby mu one otworzyć drogę do kariery, a kierując się przyjaźnią do Alberta oddał mu je do zniszczenia. Pomimo tego wiadomości te ukazały się w innej gazecie, zaś Alfons wraz z Franzem d’Epinay sekundował Albertowi podczas jego pojedynku z hrabią Monte Christo, zakończonego na szczęście przeprosinami ze strony młodego de Morcerfa.
- Lucjan Debray – młody urzędnik, sekretarz ministra spraw wewnętrznych, przyjaciel Alberta de Morcerf, kochanek Herminii Danglars, na który to romans jej mąż patrzył przez palce, w zamian za co Lucjan odwdzięczał mu się zdobywaniem wiadomości o korzystnych inwestycjach, jakie można było zrobić. Gdy jego kochanka została porzucona przez męża i tym samym ośmieszona, Lucjan zerwał z nią wszelkie kontakty.
- Luigi Vampa – przywódca słynnej bandy włoskich rozbójników, wierny sługa hrabiego Monte Christo, który zdobył jego przyjaźń ratując od śmierci członka bandy Vampy. Zanim został bandytą był pasterzem i jako taki ocalił przed pochwyceniem przez karabinierów słynnego herszta rozbójników Cucumenta, który odwdzięczył mu się za to próbując porwać i zgwałcić jego ukochaną Teresę. Vampa wówczas zabił go, po czym przejął dowodzenie nad jego bandą. Był człowiekiem groźnym i twardym, ale też honorowym i zdolnym do szlachetnych czynów. Miał kryjówkę w Katakumbach Św. Sebastiana, w których więził Alberta de Morcerfa oraz Danglarsa.
- Peppino (Rocca Priori) – pasterz i członek bandy Vampy. Został pochwycony na próbie dostarczenia jedzenia bandzie swego herszta, za co miał zostać potem stracony, ale ocalił go hrabia Monte Christo, który wyjednał ułaskawienie od samego papieża jako argumentu używając pięknego szmaragdu. Peppino potem pomógł schwytać Danglarsa i oddać go w ręce Vampy.
- Pastrini – właściciel hotelu w Rzymie, w którym zatrzymali się Albert de Morcerf i jego kompani, a także hrabia Monte Christo. Prawdopodobnie miał jakieś kontakty z bandą Vampy, gdyż bardzo dużo o nim wiedział. Opowiada Albertowi i Franzowi historię Luigiego.
- Ali – czarnoskóry Maur niemowa, wierny niewolnik hrabiego Monte Christo. Został skazany na śmierć przez sułtana za to, że wszedł bez pozwolenia do haremu. Miał stracić najpierw język, potem rękę, a na końcu głowę. Dzięki wstawiennictwu hrabiego kara została ograniczona jedynie do obcięcia języka, a następnie sułtan za cenę strzelby oraz sztyletu oddał Alego hrabiemu, któremu Maur wiernie służył. To on spłoszył konie w powozie Heloizy i Edwarda, a potem w „cudowny” sposób ich uratował, dzięki czemu Dantes mógł wejść na salony rodziny Villefortów i dokonać swej zemsty.

## Cechy utworu

### Przynależność gatunkowa
Literaturoznawcy w różny sposób interpretują dokładną przynależność gatunkową utworu. Zdaniem J. Vareille’go Hrabia Monte Christo jest modelowym przykładem powieści ludowej, popularnej (fr. roman populaire). J. Tadie zaliczał utwór do powieści przygodowych (fr. roman d’aventures). M. Huet-Brichard skłania się ku uznaniu tekstu za typową powieść w odcinkach (fr. roman feuilleton), wyróżniającą się jednak spośród innych realizacji gatunku obszernymi nawiązaniami do szerszej ogólnej wiedzy kulturowej, w tym do mitologii greckiej i rzymskiej. Na inspirację mitologiczną zwracają uwagę także M. Angenot i M. Wandzioch – w interpretacji pierwszego z wymienionych autorów Hrabia Monte Christo stanowi przeniesienie mitu Prometeusza w realia Paryża lat 30. XIX w., Wandzioch mówi o przetwarzaniu inspiracji mitologicznych w celu ekspozycji głównej postaci. Autorka ta wskazuje na związki Hrabiego Monte Christo z francuskim nurtem czarnego romantyzmu. Uznając obecność cech powieści ludowej w utworze, podkreśla, że nie występuje w niej żaden wyrazisty bohater wywodzący się z ludu. Tłum może pojawić się wyłącznie jako bierna masa; główny bohater zaś, przyjmując arystokratyczną tożsamość, nieodwracalnie przestaje reprezentować niższe warstwy społeczne, chociaż się z nich wywodzi. Związek utworu z romantyczną tradycją francuską podkreśla jego finał, w którym hrabia Monte Christo udaje się, w poszukiwaniu szczęścia, na wschód.

### Sposób kreacji postaci
Tytułowy bohater powieści jest nadczłowiekiem (fr. surhomme), osobą zdolną do przetrwania w sytuacjach, których przeciętny człowiek nie wytrzymałby psychicznie, działającą ponad prawem i normami społecznymi. Maurois podkreśla związek tytułowej postaci z mitami Czarodzieja oraz Miłującego Sprawiedliwość – bohaterów naprawiających krzywdy swoje i cudze, wymierzających karę czyniącym zło i nagradzających ludzi prawych. W ocenie tego samego autora w procesie kreacji bohatera znaczenie miało osobiste marzenie Dumasa, by zostać człowiekiem bajecznie bogatym, zdolnym do szczodrego obdarowywania innych ludzi. Pisarz przelał również na kreowaną postać swoje marzenie, by siłą woli i determinacją pokonywać wszystkie trudności życia. W ocenie Bornecque'a bohaterowie tego typu pojawiają się konsekwentnie w kolejnych dziełach tego pisarza, począwszy od dramatu Antoni i powieści Paulina.
Pozostałe postacie utworu kreowane są w taki sposób, by nadać całości wrażenie prawdopodobieństwa – stąd np. wprowadzenie, w osobie Danglarsa, typowej figury nuworysza z epoki monarchii lipcowej. W celu zachowania względnego realizmu utworu Dumas odrzucił również niektóre koncepty fabularne z planu wydarzeń Maqueta, przede wszystkim zrezygnował z wątku miłości hrabiego Monte Christo do Walentyny de Villefort (w dziewczynie zakochuje się ostatecznie Maksymilian Morrel, przyjaciel tytułowego bohatera). Również atmosfera paryskich wyższych sfer okresu monarchii lipcowej została odwzorowana w staranny i zgodny z realiami sposób, w taki sposób, że czytelnicy byli w stanie rozpoznawać w drugoplanowych bohaterach utworu prawdziwe osoby działające w tym środowisku w latach 30. XIX w. Wrażenie realności potęgowało wprowadzenie do utworu odniesień do autentycznych wydarzeń – bankier Danglars spekuluje na budowie kolei (której rozbudowa miała miejsce na początku lat czterdziestych XIX w.) i traci na giełdzie, sprzedając hiszpańskie obligacje po fałszywej informacji o wybuchu w tym kraju wojny domowej (plotka taka pojawiła się we Francji w roku 1839, wywołując panikę na giełdzie).

## Odbiór
Powieść była największym czytelniczym i finansowym sukcesem Dumasa od początku prowadzenia przez niego działalności literackiej. Już w trakcie druku utworu w odcinkach zyskał on ogromną popularność. M. Wandzioch upatruje źródła ogromnego sukcesu czytelniczego i edytorskiego powieści w konstrukcji bohatera tytułowego.
Za pieniądze zarobione dzięki powieści Dumas wybudował rezydencję, którą nazwał zamkiem Monte Christo i urządził na wzór rezydencji tytułowego bohatera swojego utworu. W zamku d’If, zamienionym na muzeum, powstały pomieszczenia urządzone na wzór cel literackich Edmunda i księdza Farii.
W 1863 Hrabia Monte Christo znalazł się na Indeksie Ksiąg Zakazanych Kościoła katolickiego.
W 1853 portugalski pisarz Alfredo Possolo Hogan opublikował pod pseudonimem F. Le Prince powieść Martwa ręka, czyli upadek hrabiego Monte Christo, która przedstawia dalsze losy hrabiego Monte Christo. Sequel ten wielokrotnie był wydawany jako dzieło samego Dumasa, na podstawie pogłosek o pozostawionych notatkach autora.
W 1885 Juliusz Verne opublikował powieść Mateusz Sandorf, której główny wątek jest niemal identyczny jak w Hrabim Monte Christo.
W 1994 François Taillandier wydał powieść Pamiętniki hrabiego Monte Christo (fr. Mémoires de Monte-Cristo), uznawaną za kolejny sequel lub za pastisz oryginalnej powieści.

## Ekranizacje powieści
Historia była przedstawiana na ekranie w wielu wersjach jako filmy kinowe i seriale telewizyjne, wśród nich:
- Hrabia Monte Christo (The Count of Monte Cristo) – amerykański film niemy z 1908 roku, w którym w tytułowej roli wystąpił Hobart Bosworth[24]
- Hrabia Monte Christo (The Count of Monte Cristo) – amerykański film niemy z 1913 roku, w którym wystąpił James O’Neill[25]
- Hrabia Monte Christo (Monte Cristo) – francuski film niemy z 1929 roku, w którym wystąpił Jean Angelo[26]
- Hrabia Monte Christo (The Count of Monte Cristo) – amerykański film z 1934 roku, w którym wystąpił Robert Donat[27]
- Hrabia Monte Christo (Le Comte de Monte Cristo) – włosko–francuski film z 1943 roku, w którym wystąpił Pierre Richard-Willm[28]
- Hrabia Monte Christo (Le Comte de Monte Cristo) – włosko–francuski film z 1954 roku, w którym wystąpił Jean Marais[29]
- Hrabia Monte Christo (Le Comte de Monte Cristo) – włosko–francuski film z 1961 roku, w którym wystąpił Louis Jourdan[30]
- Hrabia Monte Christo (Sous le signe de Monte-Cristo) – francuski film z 1968 roku, w którym wystąpił Paul Barge[31]
- Hrabia Monte Christo (The Count of Monte Cristo) – włosko–brytyjski film z 1975 roku, w którym wystąpił Richard Chamberlain[32]
- Hrabia Monte Christo (Le comte de Monte Cristo) – włosko–francusko–niemiecki serial telewizyjny z 1998 roku, w którym wystąpił Gérard Depardieu[33]
- Hrabia Monte Christo (The Count of Monte Cristo) – amerykańsko–irlandzko–brytyjski film z 2002 roku, w którym wystąpił James Caviezel[34]
- Gankutsuou: The Count of Monte Cristo – japońskie anime z 2004 roku, bazujące na powieści[35]
- Montecristo – argentyńska telenowela z 2006 roku, bazująca na powieści[36]
- Hrabia Monte Christo – francuski film z 2024 roku, w którym wystąpił Pierre Niney
- Hrabia Monte Christo - francusko-włoski serial z 2024 r., gdzie w roli głównej wystąpił Sam Claflin[37]